# Volker G. Heinz
Volker Heinz (* 23. Mai 1943 in Kassel) ist ein deutscher Rechtsanwalt und ehemaliger Notar in Berlin sowie  Barrister, Notary Public und Scrivener Notary in London. Nach dem Bau der Berliner Mauer war er Fluchthelfer.

## Leben
Heinz begann das Studium der Rechtswissenschaft an der Ruprecht-Karls-Universität Heidelberg. Mit Hanns-Eberhard Schleyer wurde er 1964 Mitglied des Corps Suevia Heidelberg. 1965/66 brachte er 63 Ost-Berliner im Kofferraum eines Autos mit Diplomatenkennzeichen über den Checkpoint Charlie nach West-Berlin. 1966 verhaftet, kam er in die zentrale Untersuchungshaftanstalt des Ministeriums für Staatssicherheit. Nach fast einem Jahr im Gefängnis Berlin-Hohenschönhausen – teilweise in Einzelhaft, mit Besuchsverbot und nächtlichen Verhören – wurde er zu zwölf Jahren Zuchthaus Stufe Z1 verurteilt. Auf Betreiben seiner Corpsbrüder Hanns Martin Schleyer und Werner Knieper bewahrte ihn das Kabinett Kiesinger vor dem Uranbergbau. Er wurde bald freigelassen und in Herleshausen seinen Eltern übergeben. Das Landgericht Berlin rehabilitierte ihn 1991 vollständig. Craig R. Whitney von der New York Times interviewte ihn für sein Buch Spy Trader über Wolfgang Vogel, der neben Jürgen Stange sein Strafverteidiger war (und Freund wurde).
Seit 1973 Rechtsanwalt und von 1983 bis 2013 Notar in Berlin, wurde er 1989 zum Barrister, 2001 zum Notary Public und 2002 zum Scrivener Notary (2002) von England und Wales ernannt.
Für „enorme Zivilcourage und großen Freiheitswillen“ verlieh ihm der Bundespräsident das Bundesverdienstkreuz am Bande. Der damalige Hessische Staatsminister für Bundesangelegenheiten
Michael Boddenberg überreichte es am 29. August 2012 in der Hessischen Landesvertretung beim Bund. In seinem Dank erinnerte Heinz an Hartmut Horst, Wolfgang Fuchs und Reinhard Furrer. Zugegen waren die Fluchthelfer Klaus-Michael von Keussler und Peter Schulenburg.

## Ehrenämter
- Vorstandsmitglied der Deutschen Institution für Schiedsgerichtsbarkeit, Köln[4]
- Vizepräsident der British Chamber of Commerce in Germany
- Präsident der Notaries' European Task Force, London
- Präsident der Deutsch-Australischen Juristenvereinigung, Köln
- Ausschuss Anwaltsnotariat, Deutscher Anwaltverein[5]
- Chartered Institute of Arbitrators, London

## Schriften
- mit Wilhelm Hartung: Englische Limited und Deutsche GmbH – eine vergleichende Darstellung. Nomos 2011. ISBN 978-3-8329-6293-7.
- Der Preis der Freiheit – Eine Geschichte über Fluchthilfe, Gefangenschaft und die geheimen Geschäfte zwischen Ost und West. Rowohlt Taschenbuch Verlag 2016. ISBN 978-3499631764.
- The Price of Freedom – Courage in the Shadow of the Berlin Wall. Amberley Publishing 2019. ISBN 978-1-4456-9233-3.